# BTR (álbum)
BTR es el álbum de estudio debut homónimo de la boy band estadounidense Big Time Rush. Publicado el 11 de octubre de 2010, la lista de canciones del álbum se anunció el 1 de septiembre de 2010. El álbum fue precedido por el lanzamiento de varios singles de la banda sonora de la serie de televisión. El 3 de diciembre de 2009, la banda lanzó su canción homónima como single promocional del álbum. El primer sencillo, "Til I Forget About You", se publicó el 21 de septiembre de 2010. El 11 de octubre de 2010, "Boyfriend", que cuenta con la voz del rapero Snoop Dogg, fue el segundo sencillo oficial del álbum y se ha convertido en el mayor éxito de la banda hasta la fecha, situándose en la lista Billboard Hot 100, así como en el Top 40 de la lista musical Pop Songs en Estados Unidos. A pesar de no haber sido lanzada como sencillo, la canción "Big Night" alcanzó el número setenta y nueve en la lista Billboard Hot 100.

## Antecedentes
El álbum llevaba gestándose desde 2009, cuando los cuatro miembros firmaron para el programa de televisión de Nickelodeon del mismo nombre. Los chicos trabajaron con compositores y productores como Emanuel Kiriakou, Lucas Secon, Matthew Gerrard, Kevin Rudolf, Edwin "Lil Eddie" Serrano, Jeremy Skaller Robert Larow, Stuart Grekin, Chris Rojas, The Messengers, Eric Sanicola, S*A*M y Sluggo, Timothy Foxx, Jordan Delani y Scott Fellows (el creador del programa de TV). Mientras trabajaban en el álbum, el grupo lanzó muchas de las canciones como singles promocionales en iTunes, además de hacerlas debutar en su serie de televisión. Esto proporcionó una gran promoción para la música de la banda, y llevó a tres canciones de éxito, "Halfway There", "Boyfriend", "Big Night", a empezar a figurar en la lista de éxitos de Billboard Hot 100.

Como se vio en su serie de televisión, la banda colaboró con muchas celebridades conocidas, como Jordin Sparks, que grabó una canción con los chicos titulada "Count On You". Cuando se le preguntó por la colaboración, James declaró: 
Jordin es una cantante increíble. Si la escuchas cantar en la vida real, suena igual de bien en vivo cada vez. Se merece absolutamente estar donde está. Tiene mucho talento y además es un encanto. Estamos en la misma etiqueta. Ella quería entrar en la actuación, así que escribimos un episodio sobre ella. Vino y fue una gran actriz. La canción es una de nuestras primeras baladas de grupo. Es una balada a cinco bandas, pero quedó muy bien. Normalmente, un dúo tiene una persona en cada lado. Esta tiene su voz en un lado y luego están nuestras cuatro voces en el otro [Risas]. Pero funcionó. Fue un placer tener a Jordin en la canción. Se convirtió en una buena amiga mía. Me llevó al programa actual antes de que participara en él la última vez [Risas]. Es así de realista.

El 1 de septiembre, el listado de canciones del álbum para la versión estándar se publicó en línea. La mayoría de las canciones de la banda que aparecían en el programa de televisión se incluyeron en el álbum, que también sirvió como banda sonora de la primera temporada y de parte de la segunda temporada de la serie. Las canciones "Any Kind of Guy", y "Famous", esta última una versión de la canción de Play, se incluyeron en el lanzamiento internacional del álbum, junto con las canciones "This Is Our Someday", y "Stuck" (esta última en exclusiva para el Reino Unido y en algunas tiendas iTunes de todo el mundo). El tema grabado anteriormente en el que participó Jordin Sparks se incluyó en el álbum, junto con otro dúo con la artista de R&B Cymphonique.
El segundo tema del álbum, "Boyfriend", se grabó originalmente y se publicó como canción en solitario; sin embargo, al publicarse como sencillo, se filtraron en Internet dos nuevas versiones de la canción. La primera versión contó con la participación del rapero Snoop Dogg, que apareció en un episodio de Big Time Rush con la banda. La segunda versión filtrada de la canción contaba con el mismo artista y el dúo de raperos New Boyz. Inicialmente se desconocía cuál de las dos sería lanzada como sencillo oficial; sin embargo, una versión retocada que incluía a Snoop Dogg sirvió como segundo sencillo oficial del álbum y también una nueva edición de la canción que incluía sólo a New Boyz como artistas colaboradores fue lanzada como sencillo digital en iTunes. Ambas versiones oficiales se incluyeron posteriormente en los lanzamientos internacionales del álbum.

## Sencillos
"Til I Forget About You" fue lanzado oficialmente como sencillo principal el 21 de septiembre de 2010 y en físico el 28 de septiembre de 2010 en Estados Unidos, convirtiéndose en el primer sencillo oficial comercializado de la banda. La lista de canciones incluía la versión del álbum y la cara B "Famous".
"Boyfriend" fue lanzado como segundo sencillo en plataformas digitales así como en la radio convencional el 15 de febrero de 2011. La versión lanzada como sencillo cuenta con la colaboración del rapero estadounidense Snoop Dogg. Sin embargo, la versión del álbum está hecha únicamente por la banda. Posteriormente se lanzó otra versión de la canción, que contó con las voces del dúo de raperos New Boyz. "Boyfriend" alcanzó hasta ahora el puesto setenta y dos en la lista Billboard Hot 100, convirtiéndose en su canción más exitosa hasta la fecha. "Boyfriend" llegó al número treinta en la lista Billboard Pop Songs en abril de 2011.
El tercer y último sencillo, "Worldwide", solo se lanzó fuera de Norteamérica como sencillo digital y físico. La lista de canciones incluía la versión del álbum y una remezcla de la canción "Til I Forget About You". Aunque no debutó en la lista de sencillos Billboard Hot 100 en Estados Unidos, alcanzó el número 81 en la lista de singles Top 100 alemana el 19 de agosto de 2011.

### Sencillos promocionales
"Big Time Rush" se lanzó el 29 de noviembre de 2009, como primer sencillo promocional para promocionar la emisión de la nueva serie. Se convirtió en un éxito digital menor, cuando las descargas digitales hicieron que debutara en el número dieciséis de la lista de singles Bubbling Under Hot 100 y vendiera 215.000 copias en Estados Unidos. "Any Kind of Guy", "Halfway There", "Famous" y "City Is Ours" también fueron lanzados como sencillos promocionales."Big Time Rush" y "Any Kind of Guy" vendieron 215.000 y 94.000 copias respectivamente en EE. UU. en 2010.

### Otras Canciones
"Big Night" no se publicó como sencillo, pero alcanzó el puesto 79 en la lista Billboard Hot 100 durante la semana del lanzamiento del álbum debido a las más de 46.000 copias descargadas vendidas. La canción debutó en el puesto setenta y nueve de la lista, convirtiéndose en su segundo sencillo más vendido hasta la fecha, siendo "Boyfriend" el más vendido (en el número setenta y dos de la lista).

## Promoción
Para promocionar el álbum, Big Time Rush se embarcó en muchas giras promocionales. James, miembro de la banda, dijo sobre la gira: "Todo el mundo puede esperar que toquemos entre 3 y 5 canciones en cada instituto en el que nos detengamos. Luego haremos una firma de discos. Estamos en medio de un rodaje, y esa es la parte más loca. Estamos en la mitad de la segunda temporada. Va a ser un mes muy divertido para nosotros. Espero que la gente esté emocionada de que vayamos a sus ciudades. Esto va a terminar a finales de mes con el rodaje en medio, pero absolutamente volveremos a la carretera con un set completo pronto". En otro intento de promocionar el álbum, la banda apareció en Today, donde interpretaron sus canciones "Til I Forget About You" y "Big Night". La banda también interpretó su último sencillo, "Boyfriend", en los Kids' Choice Awards de 2011. El rapero Snoop Dogg, que aparece en el sencillo, apareció en la entrega de premios para actuar junto a la banda.
Entre estas actuaciones, la banda también actuó en el Macy's Thanksgiving Day Parade de 2010. Además, la banda ha anunciado recientemente otra gira. Sin embargo, esta gira será su primera gira como acto principal, y comenzará inmediatamente después de que termine el rodaje de la segunda temporada de Big Time Rush.

## Rendimiento comercial
En Estados Unidos, BTR vendió 67.000 copias en la primera semana, debutando en el número 3 de la lista Billboard 200 y convirtiéndose fácilmente en uno de los álbumes más vendidos del año en 2010. El álbum permaneció 57 semanas en la lista Billboard. A partir de 2012, el álbum ha vendido más de 700.000 copias. También se situó en la lista de éxitos de México, en la Dutch Albums Chart, en Austria, Suiza, Alemania, Reino Unido, Grecia, Irlanda, Italia, Portugal y en las listas de álbumes de Escocia, entre otros. El álbum recibió una certificación de Disco de Oro por la Recording Industry Association of America (RIAA) por ventas de 500.000 copias.

## Composición
La música que se encuentra en el álbum está orientada principalmente a la música pop, así como al R&B. La música que se encuentra en el álbum es apropiada para los niños, ya que sirve no sólo como su álbum de debut, sino como la banda sonora de su serie autotitulada. Jessica Dawson, de Common Sense Media, dijo de las canciones del álbum: "Desde 'N Sync o Backstreet Boys no había habido una banda de chicos que causara un revuelo tan repentino en el mundo de la música para adolescentes. Big Time Rush destaca no sólo por su encanto juvenil y su buen aspecto, sino porque su música es una mezcla genial de synth-pop, hip hop y armonías de boy-band. City is Ours" ya es un éxito digital, y "Count On You", con Jordin Sparks, es una pegadiza colaboración sobre cómo ganarse un lugar en una relación. Con un programa de televisión de éxito para mostrar su música y sus adorables personalidades, Big Time Rush no tendrá prisa por dejar de ser el centro de atención. Los padres deben saber que esta banda de chicos está haciendo que los corazones de los adolescentes se desmayen con su exitoso programa de televisión de Nickelodeon, Big Time Rush. En su álbum de debut cantan sobre las relaciones, las salidas y el aprovechamiento de la vida, pero todo es limpio y apropiado para la edad de los jóvenes fans".

## Recepción Crítica
El álbum tuvo una acogida generalmente positiva por parte de la crítica. Matt Collar de AllMusic alabó el álbum, declarando "El álbum debut homónimo de la banda de chicos Big Time Rush presenta muchas de las melodías dance-pop popularizadas en el programa de televisión del mismo nombre. Mostrando el talento de los miembros Kendall Schmidt, James Maslow, Carlos Pena, Jr. y Logan Henderson, BTR se escucha bastante accesible y se sitúa en algún lugar entre el alt-rock conmovedor de OneRepublic y el pop con influencias eléctricas de Katy Perry. Son temas pegadizos, dulces, aptos para la radio y el club que, aunque están dirigidos a los "tweens", deberían gustar a casi cualquier fan del dance-pop bien elaborado. En este sentido, se puede escuchar el tema principal de sintetizador "Til I Forget About You", el tema "Boyfriend" y el himno de club "Nothing Even Matters", entre otros temas." Caroline Sullivan, de The Guardian, hizo una crítica más negativa del álbum. Afirmó: "Lo que no está bien es lo horriblemente genérica que es la música". Sin embargo, elogió la canción "Boyfriend" con Snoop Dogg y la calificó de "sonido sano".

## Lista de canciones
| N.º   | Título                              | Producer(s)        | Duración |  |
| 1.    | «Til I Forget About You»            | S*A*M and Sluggo   | 3:57     |  |
| 2.    | «Boyfriend»                         | Secon              | 3:21     |  |
| 3.    | «City Is Ours»                      | Kevin Rudolf       | 3:12     |  |
| 4.    | «Nothing Even Matters»              | J-Remy, Bobby Bass | 3:48     |  |
| 5.    | «Worldwide»                         | Chris Rojas (RMI)  | 3:44     |  |
| 6.    | «Halfway There»                     | Sanicola           | 3:32     |  |
| 7.    | «Big Night»                         | S*A*M and Sluggo   | 3:16     |  |
| 8.    | «Oh Yeah»                           | Rudolf             | 3:24     |  |
| 9.    | «Count on You» (con Jordin Sparks)  | Timothy Foxx       | 3:29     |  |
| 10.   | «I Know You Know» (con Cymphonique) | Kiriakou           | 2:55     |  |
| 11.   | «Big Time Rush»                     | Gerrard            | 3:17     |  |
| 35:55 |                                     |                    |          |  |

| US iTunes Store bonus track |         |             |          |  |
| N.º                         | Título  | Producer(s) | Duración |  |
| 12.                         | «Stuck» | Kiriakou    | 3:05     |  |
| 39:00                       |         |             |          |  |

| International bonus tracks |                              |                  |          |  |
| N.º                        | Título                       | Producer(s)      | Duración |  |
| 12.                        | «Famous»                     | Papaconstantinou | 3:06     |  |
| 13.                        | «Any Kind of Guy»            | Gerrard          | 3:40     |  |
| 14.                        | «This Is Our Someday»        | Gerrard          | 3:03     |  |
| 15.                        | «Boyfriend» (con Snoop Dogg) | Secon            | 3:35     |  |
| 16.                        | «Boyfriend» (con New Boyz)   | Secon            | 3:34     |  |
| 54:53                      |                              |                  |          |  |

| International digital revised edition |         |             |          |  |
| N.º                                   | Título  | Producer(s) | Duración |  |
| 17.                                   | «Stuck» | Kiriakou    | 3:05     |  |
| 57:58                                 |         |             |          |  |

| United Kingdom bonus tracks |                                            |                  |          |  |
| N.º                         | Título                                     | Producer(s)      | Duración |  |
| 12.                         | «Any Kind of Guy»                          | Gerrard          | 3:40     |  |
| 13.                         | «This Is Our Someday»                      | Gerrard          | 3:03     |  |
| 14.                         | «Stuck»                                    | Kiriakou         | 3:05     |  |
| 15.                         | «Boyfriend» (con Snoop Dogg)               | Secon            | 3:35     |  |
| 16.                         | «Til I Forget About You» (Cash Cash Remix) | S*A*M and Sluggo | 4:01     |  |
| 17.                         | «Til I Forget About You» (Halatrax Remix)  | S*A*M and Sluggo | 3:49     |  |
| 59:08                       |                                            |                  |          |  |

## Charts

### Weekly charts
| Chart (2010–2016)                      | Peak position |
| -------------------------------------- | ------------- |
| Australia (ARIA)                       | 48            |
| Austria (Ö3 Austria)                   | 12            |
| Bélgica (Ultratop flamenca)            | 93            |
| Bélgica (Ultratop valona)              | 113           |
| Países Bajos (Album Top 100)           | 43            |
| Alemania (Offizielle Top 100)          | 16            |
| Irlanda (IRMA)                         | 17            |
| Italia (FIMI)                          | 24            |
| México (AMPROFON)                      | 9             |
| Portugal (AFP)                         | 25            |
| Escocia (Scottish Albums Chart)        | 17            |
| Suiza (Schweizer Hitparade)            | 18            |
| Reino Unido (UK Albums Chart)          | 14            |
| Estados Unidos (Billboard 200)         | 3             |
| Estados Unidos Kids Albums (Billboard) | 1             |
| Estados Unidos (Soundtrack Albums)     | 1             |

### Year-end charts
| Chart (2010)                                    | Position |
| ----------------------------------------------- | -------- |
| Estados Unidos US Kid Albums (Billboard)        | 5        |
| Estados Unidos US Soundtrack Albums (Billboard) | 18       |

| Chart (2011)                                    | Position |
| ----------------------------------------------- | -------- |
| México (AMPROFON)                               | 32       |
| Estados Unidos Billboard 200                    | 63       |
| Estados Unidos Kids Albums (Billboard)          | 1        |
| Estados Unidos US Soundtrack Albums (Billboard) | 5        |

| Chart (2012)                             | Position |
| ---------------------------------------- | -------- |
| México (AMPROFON)                        | 99       |
| Estados Unidos US Kid Albums (Billboard) | 13       |

## Certificaciones
| País           | Organismo certificador | Certificación | Ventas certificadas | Simbolización |
| -------------- | ---------------------- | ------------- | ------------------- | ------------- |
| Estados Unidos | RIAA                   |               | 1,831,259           | ▲             |
| México         | AMPROFON               |               | 190,040             | ▲             |

## Historial de Lanzamiento
| Región         | Fecha                 | Edición                               | Formato(s)           | Discográfica         | Ref.   |
| -------------- | --------------------- | ------------------------------------- | -------------------- | -------------------- | ------ |
| Estados Unidos | 11 de octubre de 2010 | Standard                              | CD                   | Nickelodeon/Columbia | [ 50 ] |
| Estados Unidos | 11 de octubre de 2010 | US iTunes bonus track                 | Descarga digital     | Sony                 | [ 51 ] |
| México         | 15 de abril de 2011   | International bonus tracks            | Descarga digital     | Sony                 | [ 52 ] |
| Canadá         | 15 de abril de 2011   | International bonus tracks            | Descarga digital     | Sony                 | [ 53 ] |
| Varios         | 15 de abril de 2011   | International digital revised edition | Descarga digital     | Sony                 | [ 54 ] |
| Reino Unido    | 11 de julio de 2011   | UK bonus tracks                       | CD, descarga digital | Sony                 | [ 55 ] |

## Créditos y Personal
Créditos tomados de Discogs
- A&R - Jermi Thomas, Maria Egan
- Productor Ejecutivo - Doug Cohn, Scott Fellows
- Gestión - Bret Disend
- Masterizado por - Brian Gardner (pistas: 1, 2, 4 a 10), Stephen Marcussen (pistas: 3, 11 a 13)